# Campeonato Mundial de Luge de 1990
O Campeonato Mundial de Luge de 1990 foi a 25ª edição da competição e foi disputada entre os dias 21 e 25 de fevereiro em Calgary, Canadá.

## Medalhistas
| Evento                                 | Ouro | Prata                                                                                   | Bronze |
| Individual masculino detalhes          | FRG Georg Hackl                                                                                             | AUT Markus Prock                                                                        | DDR Jens Müller |
| Individual feminino detalhes           | DDR Gabriele Kohlisch                                                                                       | URS Julia Antipowa                                                                      | FRG Jana Bode |
| Duplas detalhes                        | ITA Itália Hansjörg Raffl Norbert Huber                                                                     | ITA Itália Kurt Brugger Wilfried Huber                                                  | DDR Alemanha Oriental Jörg Hoffmann Jochen Pietzsch                                                                |
| Revezamento misto por equipes detalhes | DDR Alemanha Oriental Jens Müller Thomas Jacob Gabriele Kohlisch Susi Erdmann Jörg Hoffmann Jochen Pietzsch | ITA Itália Arnold Huber Norbert Huber Nadia Prinoth Gerda Weissensteiner Hansjörg Raffl | URS União Soviética Sergey Danilin Andrey Rochilov Yuliya Antipova Natalya Yakuchenko Igor Lubanov Genadiy Belikov |

## Quadro de medalhas
| Ordem | País               |   |   |   |   |
| 1     | Alemanha Oriental  | 2 |   | 2 | 4 |
| 2     | Itália             | 1 | 2 |   | 3 |
| 3     | Alemanha Ocidental | 1 |   | 1 | 2 |
| 4     | União Soviética    |   | 1 | 1 | 2 |
| 5     | Áustria            |   |   | 1 | 1 |
| 6     | Canadá             |   |   |   | 0 |